# Olympische Sommerspiele 1984/Teilnehmer (Chinese Taipei)
| Gelbes Symbol für Goldmedaillen mit stilisierten Olympischen Ringen | Graues Symbol für Silbermedaillen mit stilisierten Olympischen Ringen | Braundes Symbol für Bronzemedaillen mit stilisierten Olympischen Ringen |
| ------------------------------------------------------------------- | --------------------------------------------------------------------- | ----------------------------------------------------------------------- |
| —                                                                   | —                                                                     | 1                                                                       |

Das Chinesische Taipeh nahm an den Olympischen Sommerspielen 1984 in Los Angeles, USA, mit einer Delegation von 38 Sportlern (31 Männer und sieben Frauen) teil. Es war die erste Teilnahme an Olympischen Sommerspielen für die Republik China unter dem Namen „Chinesisches Taipeh“.

## Medaillengewinner

### Bronze
| Name(n)      | Sportart     | Wettkampf    |
| ------------ | ------------ | ------------ |
| Tsai Wen-yee | Gewichtheben | Federgewicht |

## Teilnehmer nach Sportarten

### Bogenschießen
- Tu Chih-Chen
Einzel: 42. Platz

- Lu Jui-Chiung
Frauen, Einzel: 42. Platz

### Boxen
- Chung Pao-Ming
Halbfliegengewicht: 9. Platz

- Chen King-Ming
Fliegengewicht: 17. Platz

### Fechten
- Lee Tai-Chung
Florett, Einzel: 45. Platz
Degen, Einzel: 57. Platz

- Tsai Shing-Hsiang
Florett, Einzel: 54. Platz
Degen, Einzel: 37. Platz

### Gewichtheben
- Chung Yung-Chi
Fliegengewicht: 11. Platz

- Chen Shen-Yuan
Fliegengewicht: 15. Platz

- Chiu Yuh-Chuan
Bantamgewicht: 11. Platz

- Tsai Wen-yee
Federgewicht: Bronze

### Judo
- Chau Chin-Fu
Superleichtgewicht: 12. Platz

- Liaw Der-Cheng
Leichtgewicht: 11. Platz

- Sun Yih-Shong
Halbmittelgewicht: 20. Platz

- Chang Shou-Chung
Mittelgewicht: 9. Platz

### Leichtathletik
- Chen Chang-Ming
Marathon: 57. Platz

- Wu Chin-Jing
110 Meter Hürden: Halbfinale

- Liu Chin-Chiang
Hochsprung: 26. Platz in der Qualifikation

- Lee Fu-An
Weitsprung: 20. Platz in der Qualifikation
Zehnkampf: 19. Platz

- Chen Hung-Yen
Speerwurf: 24. Platz in der Qualifikation

- Guu Jin-Shoei
Zehnkampf: 16. Platz

- Lai Lee-Chiao
Frauen, 400 Meter Hürden: Vorläufe

- Liu Yen-Chiu
Frauen, Hochsprung: 29. Platz in der Qualifikation

- Lee Hui-Cheng
Frauen, Speerwurf: 21. Platz in der Qualifikation

- Tsai Lee-Chiao
Frauen, Siebenkampf: 18. Platz

### Moderner Fünfkampf
- Chen Kung-Liang
Einzel: 48. Platz

### Radsport
- Lee Fu-hsiang
Sprint: 8. Runde
1000 Meter Einzelzeitfahren: 22. Platz

- Hsu Chin-Te
4000 Meter Einzelverfolgung: In der Qualifikation gescheitert

### Ringen
- Lou Wie-Ki
Fliegengewicht, Freistil: Gruppenphase

### Schießen
- Tu Tsai-hsing
Freie Scheibenpistole: 10. Platz

- Tsai Pai-Sheng
Skeet: 29. Platz

- Yang Ching-Sung
Skeet: 41. Platz

### Schwimmen
- Michael Miao
100 Meter Freistil: 30. Platz
200 Meter Freistil: 27. Platz

- Wu Ming-Hsun
400 Meter Freistil: 33. Platz
1500 Meter Freistil: 23. Platz
400 Meter Lagen: 22. Platz

- Lin Chun-Hong
400 Meter Freistil: 35. Platz
1500 Meter Freistil: 23. Platz

- Wen Lisa Ann
Frauen, 200 Meter Freistil: 18. Platz
Frauen, 400 Meter Freistil: 15. Platz
Frauen, 800 Meter Freistil: 17. Platz
Frauen, 200 Meter Schmetterling: 22. Platz

- Chang Hui-Chien
Frauen, 200 Meter Freistil: 28. Platz
Frauen, 400 Meter Freistil: 24. Platz
Frauen, 800 Meter Freistil: 20. Platz
Frauen, 200 Meter Schmetterling: 27. Platz

### Segeln
- Lim Kui-Aon
470er: 19. Platz

- Lim Yal-Aon
470er: 19. Platz